# Lanzhou
Lanzhou, tidigare stavat Lanchow,  är en stad på prefekturnivå och huvudstad i den kinesiska provinsen Gansu, belägen i nordvästra Kina vid Gula floden. Den centrala staden har 3,2 miljoner invånare (2020).
Lanzhou är också en viktig knutpunkt då den ligger strategiskt mellan Tibet, Xinjiang, Mongoliet och egentliga Kina. Staden har betydande oljeraffinaderier. 

## Administrativ indelning
Lanzhou delas upp i sex stadsdistrikt och tre härad:
| Lanzhou       | Lanzhou       | Lanzhou   | Lanzhou       | Lanzhou           | Lanzhou   | Lanzhou                       |
| ------------- | ------------- | --------- | ------------- | ----------------- | --------- | ----------------------------- |
|               |               |           |               |                   |           |                               |
| Nr            | Namn          | Kinesiska | Pinyin        | Befolkning (2020) | Yta (km²) | Befolknings- täthet (inv/km²) |
| Stadsdistrikt |               |           |               |                   |           |                               |
| 1             | Chengguan     | 城关区    | Chéngguān qū  | 1 484 016         | 208       | 7 135                         |
| 2             | Qilihe        | 七里河区  | Qīlǐhé qū     | 712 271           | 394       | 1 806                         |
| 3             | Xigu          | 西固区    | Xīgù qū       | 407 010           | 358       | 1 136                         |
| 4             | Anning        | 安宁区    | Ānníng qū     | 439 566           | 82        | 5 340                         |
| 5             | Honggu        | 红古区    | Hónggǔ qū     | 143 795           | 529       | 272                           |
| 9             | Lanzhou Xinqu | 兰州新区  | Lánzhōu xīnqū | 288 200           | 842       | 342                           |
| Härad         |               |           |               |                   |           |                               |
| 6             | Yongdeng      | 永登县    | Yǒngdēng xiàn | 285 549           | 5 298     | 54                            |
| 7             | Gaolan        | 皋兰县    | Gāolán xiàn   | 125 157           | 2 112     | 59                            |
| 8             | Yuzhong       | 榆中县    | Yúzhōng Xiàn  | 473 882           | 3 294     | 144                           |

## Klimat
Genomsnittlig årsnederbörd är 506 millimeter. Den regnigaste månaden är juli, med i genomsnitt 122 mm nederbörd, och den torraste är december, med 2 mm nederbörd.